# Dischistodus
Dischistodus – rodzaj morskich ryb okoniokształtnych z rodziny garbikowatych.

## Klasyfikacja
Gatunki zaliczane do tego rodzaju:
- Dischistodus chrysopoecilus
- Dischistodus darwiniensis
- Dischistodus fasciatus
- Dischistodus melanotus
- Dischistodus perspicillatus
- Dischistodus prosopotaenia
- Dischistodus pseudochrysopoecilus